# テレビ朝日系列日曜朝6時30分枠のアニメ
本項ではテレビ朝日系列にて2011年4月3日から2016年4月3日までの毎週日曜6:30 - 7:00にて全国ネット放送されていたテレビアニメ作品一覧について解説する。
なお1999年4月3日 - 2000年3月26日の関東ローカルの5分時代や、2000年4月2日 - 2003年9月28日および2006年3月19日 - 2009年9月27日の2期に渡って、関東ローカルで放送されたアニメ番組も、本項で取り上げる。
アニメーション制作は5分時代の「ムーぽん」を除いて全て東映アニメーションが担当。

## 歴史
2011年4月、それまで放送した関東ローカル枠から全国ネットになったアニメ番組で、かつて2010年12月までアニメ、特撮番組がローカル番組で放送されていた。『デジモンクロスウォーズ』が『火アニ＋』後半枠（19:27枠）から日曜6時台後半へ移動して誕生した。
日曜6:30が全国ネットになるのは、1997年3月までの『ANNニュースフレッシュ』（当時は6:45までの15分番組）以来14年振りである。
2016年4月3日、『ワールドトリガー』の放送終了をもってアニメ枠が廃止され、4月10日からはテレビ朝日ではスポーツ番組の『スポーツサンデー』が放送開始し、同年12月25日まで放送された。
これにより、2001年7月7日開始の『ののちゃん』以来、土曜9:55（関東ローカル）→土曜19時台後半（全国ネット）→土曜10:45（ネット縮小）→本枠・第1期（関東ローカル）→火曜19時台後半→本枠・第2期（以上全国ネット）と変遷したテレビ朝日・東映アニメ枠は15年間の歴史に幕を閉じた。テレビ朝日日曜朝のアニメは、7:00の「メ〜テレ制作アニメ」（サンライズまたはバンダイナムコピクチャーズが製作に関与）と8:30の「朝日放送→朝日放送テレビ・ABCアニメーション制作アニメ」（現在は『プリキュアシリーズ』。東映アニメーションが製作に関与）と、系列局制作作品のみとなり、テレビ朝日制作の全日帯アニメは、土曜夕方で継続中の『ドラえもん』と『クレヨンしんちゃん』（双方ともシンエイ動画とADKエモーションズ制作）だけになった。
さらに2017年10月1日より日曜5:50 - 8:30に報道番組『サンデーLIVE!!』（テレビ朝日・朝日放送・メ〜テレ共同制作）が開始するにあたり、同年9月24日を以て「メ〜テレアニメ」が廃枠になったため、テレビ朝日日曜のアニメは「朝日放送テレビ制作8:30アニメ」だけになった。
なお上記の通り、東映アニメーションがテレビ朝日の前身である日本教育テレビ（NET）時代から関係の深かったテレビ朝日との制作作品放送を半年間休止したため、3局の全日枠全国ネットアニメ全てで異なるアニメ制作会社によるワンメイク体制となる。

## 放送番組リスト
| タイトル                                                 | 放映期間                      | 話数                 | 原作                  | 声の出演                                                           | 備考                      |
| -------------------------------------------------------- | ----------------------------- | -------------------- | --------------------- | ------------------------------------------------------------------ | ------------------------- |
| デジモンクロスウォーズ〜悪のデスジェネラルと七つの王国〜 | 2011年4月3日 - 9月25日        | 全24話（通算全54話） | 本郷あきよし （原案） | 高山みなみ、草尾毅、桑島法子、沖佳苗、坂本千夏                     | 火曜19:27より改題拡大移動 |
| デジモンクロスウォーズ〜時を駆ける少年ハンターたち〜     | 2011年10月2日 - 2012年3月25日 | 全25話（通算全79話） | 本郷あきよし （原案） | 高山みなみ、草尾毅、桑島法子、沖佳苗、坂本千夏                     |                           |
| 聖闘士星矢Ω                                              | 2012年4月1日 - 2014年3月30日  | 全97話               | 車田正美              | 緑川光、小西克幸、雪野五月、柿原徹也、諏訪部順一、鈴木達央、水島裕 |                           |
| 暴れん坊力士!! 松太郎                                    | 2014年4月6日 - 9月28日        | 全23話               | ちばてつや            | 松平健、塩屋浩三、水谷優子、島田敏、二又一成、青森伸、佐藤正治     |                           |
| ワールドトリガー （1stシーズン）                         | 2014年10月5日 - 2016年4月3日  | 全73話               | 葦原大介              | 村中知、梶裕貴、田村奈央、中村悠一、田中秀幸                       | [ 注 9 ] [ 注 10 ] [ 1 ]  |

## 参考：関東ローカル時代に放送された作品
1999年4月に5分枠で「ムーぽん」として開始。2000年4月から、かつて土曜19:00で絶大な人気を博した「美少女戦士セーラームーンシリーズ」の再放送を開始。中断後、先述の通り変遷していた東映アニメ制作枠が移動して再開、2009年9月27日まで4作品を放送した後、東映アニメ制作枠は火曜19時台後半に移動し、『怪談レストラン』→『デジモンクロスウォーズ』を放送した。
中断後は特撮番組『仮面ライダーディケイド（再放送）』・『スーパー戦隊VSシリーズ劇場』や、紀行番組『謎解き!戦国ツアー』を引き続き関東ローカルで放送していたが、2011年春の改編で火曜19:00に1時間バラエティ番組『トリハダ㊙スクープ映像100科ジテン』を設置するにあたり、継続中の『デジモン』がこの枠に全国ネットのままで移動して再開、ネット形態の違いはあるとはいえ、結局は元の枠に戻ったことになる。
これらのアニメは原則として「関東ローカル」ではあるが、『セーラームーン』のみ朝日放送・メ〜テレ・九州朝日放送でも同時ネットされ、それ以外の作品はBS放送のBS朝日や、作品によりごく一部の系列局でも遅れネットで放送されていた。
なお『祝!(ハピ☆ラキ)ビックリマン』継続中の2007年3月4日より、日曜7:00から9:00までのアニメ・特撮枠は「ニチアサキッズタイム」となったが、『ビックリマン』以降の3作品は「ニチアサキッズタイム」には含まれなかった。

### 放送作品一覧
| タイトル                                                    | 放映期間                       | 話数                       | 製作会社                    | 原作              | 声の出演                                                           | 備考                                             |
| ----------------------------------------------------------- | ------------------------------ | -------------------------- | --------------------------- | ----------------- | ------------------------------------------------------------------ | ------------------------------------------------ |
| ムーぽん                                                    | 2000年4月2日 - 2003年9月28日   | 全166話                    | フォーサム                  | KSK               | 茂呂田かおる                                                       | 当枠唯一の6:55枠かつ東映アニメーション以外の作品 |
| 美少女戦士セーラームーンシリーズ （再放送）                 | 2000年4月2日 - 2003年9月28日   | 全166話                    | 東映エージエンシー 東映動画 | 武内直子          | 三石琴乃、久川綾、富沢美智恵、篠原恵美、深見梨加、古谷徹、荒木香恵 | 6:58まで放送 セーラースターズを除く              |
| （アニメ中断、『男たちの食宴』『いきいき!夢キラリ』を放送） |                                |                            |                             |                   |                                                                    |                                                  |
| ガイキング LEGEND OF DAIKU-MARYU                            | 2006年3月19日 - 9月24日        | 全26話（第14話から第39話） | 東映アニメーション          | MK企画 ↓ エムケイ | 田中真弓、進藤尚美、川上とも子、大川透、大友龍三郎                 | 土曜10:50より移動 ここから新作枠                 |
| 祝!(ハピ☆ラキ)ビックリマン                                  | 2006年10月15日 - 2007年9月30日 | 全46話                     | 東映アニメーション          | （なし）          | 木内レイコ、園崎未恵、草尾毅、池澤春菜、八奈見乗児                 |                                                  |
| はたらキッズ マイハム組                                     | 2007年10月7日 - 2008年10月5日  | 全50話                     | 東映アニメーション          | 東堂いづみ        | 野沢雅子、千葉千恵巳、小松由佳、腹筋善之介、永田彬、菊池正美       |                                                  |
| ねぎぼうずのあさたろう                                      | 2008年10月12日 - 2009年9月27日 | 全48話                     | 東映アニメーション          | 飯野和好          | くまいもとこ、田中一成、浅沼晋太郎、大場真人、菊池こころ           |                                                  |

## 休止について
- 7時以降の4作品同様、毎年6月開催の「全米オープンゴルフ」中継、毎年7月開催の「全米女子オープンゴルフ」中継の際は休止された。
  - ただし「全米オープン」に関しては、開催地によって本枠アニメが休止されないこともあり、全国ネット移行後は2012年と2015年のみ休止されなかった。
- 年末年始時も休止された[注 11]。
- この他2013年・2014年・2015年は、次の理由によって休止されたこともあった。
  - 2013年8月25日…『仮面ライダー×スーパー戦隊 スーパーヒーロー大戦』と『映画 プリキュアオールスターズNewStage みらいのともだち』で構成された、映画特別番組「スーパーヒーロー&ヒロイン 夏休みスペシャル」（6:00 - 9:00）のため休止[2][3]。
  - 2013年9月8日…報道特別番組「池上彰が伝える2020五輪開催地決定SP 完全生中継! 東京に運命の瞬間」で、2020年夏季オリンピックの開催地が東京に決まったことを受けて番組が7:00まで延長したため休止[注 12]。
  - 2013年11月17日…「フィギュアグランプリシリーズ2013 フランス大会 男女フリー」中継（4:50 - 7:00、一部地域を除く）のため休止[注 13]。
  - 2014年8月3日…『林修の今でしょ!講座』・『ナニコレ珍百景』・『相棒』・『夢対決!とんねるずのスポーツ王は俺だ!スペシャル』などで構成された、大型特別番組『1日丸ごと夏祭りデー』（6:00 - 23:49）のため休止。
  - 2014年10月26日…「サッカー国際強化試合 女子ワールドチャレンジマッチ2014 カナダ女子代表×なでしこジャパン」中継（4:45 - 7:00[注 14]）のため休止。
  - 2015年2月1日…「ISILによる日本人拘束事件」関連報道特別番組のため休止（一部地域を除く[注 15]）。

## その他
- 本枠で放送するアニメ作品の多くにはエンディングテーマ（ソング）が存在しなかった。これは『デジモンクロスウォーズ』の火曜時代の放送時間の都合でエンディングテーマが省略されていたのを引き継いだためである[注 16]。
- 字幕放送は『デジモンクロスウォーズ』のみ、連動データ放送は『デジモンクロスウォーズ』〈第2期〉と『ワールドトリガー』のみ対応していた。